# Little Witchingham
Little Witchingham är en civil parish i Storbritannien.   Den ligger i grevskapet Norfolk och riksdelen England, i den sydöstra delen av landet, 160 km nordost om huvudstaden London. Arean är 3,0 kvadratkilometer.
Terrängen i Little Witchingham är mycket platt.